# The Rock n Roll Rebels
The Rock n Roll Rebels fue un equipo de lucha libre profesional integrado por Greg Evans y Richard Sartain. El dúo comenzó a trabajar en equipo en 1987, y después de saltar al World Championship Wrestling en 1989 fueron, refundidos como The Ding Dongs. Bajo este disfraz se harían mucho más conocidos y lograrían una notoriedad duradera, siendo considerados como uno de los peores gimmicks de lucha libre en la historia.

## Deep South Championship Wrestling (1987 - 1988)
Después de trabajar como jobber para la Federación Mundial de Lucha, Greg Evans se unió a la promoción de South Hollywood Wrestling (DSW) de Jody Hamilton. Fue allí donde se unió por primera vez con Richard Sartain, formando el dúo joven "The Rock 'n Roll Rebels". El nombre fue derivado de varios otros equipos temáticos de "Rock n Roll" de la época, como The Rock 'n Roll Express, The Midnight Rockers, The Southern Rockers y The Rock' n 'Roll RPMs. El 1 de mayo de 1987 se enfrentarían a Bad Company (The Nightmare y Steve "The Brawler" Lawler) en Ware County Junior High en Waycross, Georgia. Evans y Surtain se enfrentarían a múltiples equipos dentro de la promoción en los próximos dos años, y Greg Oliver los describió en el libro de 2005 "The Pro-Wrestling Hall of Fame: The Tag-Teams" como "muy bien". podría haber estado en cualquier territorio ". Deep South Championship wrestling se cerraría en octubre de 1988, dejando a los Rebels en busca de una nueva promoción.

## World Championship Wrestling (1989)
A principios de 1989, el nuevo vicepresidente ejecutivo de la WCW, Jim Herd, lanzó una iniciativa creativa para competir con la World Wresting Federation, más amigable para los niños. Tal vez inspirado por el éxito que los Sheepherders anteriormente viciosos habían experimentado en la WWF unos meses antes, cuando se convirtieron en los adorables Bushwhackers, Herd decidió crear su propio equipo colorido que estaría orientado a los niños. Para ese esfuerzo, trajo The Rock 'n Roll Rebels a World Championship Wrestling. Sin embargo, Sartain y Evans no serían reconocibles, pero estarían vestidos con trajes morph anaranjados y cubiertos con pequeñas campanas, de ahí el nombre "The Ding Dongs".
Re-designados, The Ding Dongs, Evans y Sartain hicieron su debut el 14 de junio de 1989 en el  Clash of the Champions VII que se celebró en Fort Bragg, Carolina del Norte. Aunque Herd esperaba una fuerte reacción para el dúo, la respuesta de los fanes esa noche no fue la prevista, ya que la multitud viró violentamente contra ellos. Mientras cada uno se turnaba para tocar una campana gigante en el ringside mientras el otro luchaba, la multitud abucheaba y el locutor Jim Ross estaba notablemente avergonzado. The Ding Dongs derrotaron al equipo de mejora de Cougar Jay y George South, dejando el ring esparcido con pequeñas campanadas y Jim Ross aliviado de que el partido hubiera terminado.
Sorprendido por la dura reacción, el empuje del equipo fue cancelado inmediatamente por Jim Herd y el corredor de apuestas Ric Flair. El gimmick solo había servido para alejar a la base de fanáticos de blue collar de la compañía. Inmediatamente comenzaron una racha de derrotas en las peleas del con The New Zealand Militia (Rip Morgan y Jack Victory). Según un artículo del New York Times, el equipo fue rechazado por la base de fanes más antigua de la compañía. A fines de agosto había llegado el final para el tándem, ya que en el episodio del 26 de agosto de WCW Worldwide fueron aplastados en 47 segundos por The Skyscrapers. Después del combate, Evans y Sartain fueron desenmascarados, y Norman the Lunatic (que estaba en el ringside) se puso una de las máscaras desechadas. Ambos luchadores continuarían brevemente bajo sus propios nombres, pero abandonarían la promoción ese otoño.

### Legado
Aunque su carrera principal en la WCW duró poco, los Rock n Roll Rebels alcanzaron fama duradera al participar en uno de los peores gimmicks en la historia de la lucha libre. En 1989, el Pro Wrestling Observer les otorgó el título de "Worst Gimmick". The Ding Dongs ahora se clasifican constantemente entre los peores gimmicks de todos los tiempos. Sin embargo, 1wrestling.com de Bill Apter, ha defendido a The Ding Dongs señalando el atractivo del equipo para los más jóveves fanáticos de la lucha libre. En 2011, The Bleacher Report calificó a The Ding Dongs como el gimmick más horrible de todos los tiempos. Un año después, Bleacher Report volvió a enumerar a The Ding Dongs número uno, esta vez con el nombre más estúpido en la historia de la lucha libre. En 2016, The Sportster los calificó como el segundo peor equipo de etiqueta de todos los tiempos.

## Campeonatos
- Deep South Championship Wrestling
  - DSW Tag Team Championship (2 times)[31][32]
- Wrestling Observer Newsletter
  - Worst Gimmick (1989) as The Ding Dongs

## Lectura adicional
Error llamando a Plantilla:Cita podcast: Los parámetros url y título deben ser especificados.
Jim Cornette. 
 
 Archivado el 20 de enero de 2015 en Wayback Machine.
- http://kayfabecommentaries.com/DVD_TW_1989.html. Falta el |título= (ayuda)
- Keller, Wade, ed. (12 de enero de 2002). «Looking back at the Ding Dongs». Pro Wrestling Torch (St. Paul, Minnesota: TDH Communications Inc.) (687).